# Chiesa di Sant'Andrea (Harzungen)
La chiesa di Sant'Andrea si trova nel distretto di Harzungen della comunità rurale di Harztor nel circondario di Nordhausen, in Turingia.

## Storia
Harzungen aveva una chiesa e un prete già nel 1050. Dopo l'introduzione della Riforma, fino al 2004 divenne una chiesa filiale della parrocchia di Neustadt/Harz.

## La chiesa
I muri esterni a doppio guscio della torre difensiva del XII secolo e della navata centrale sono realizzati in porfido e pietra calcarea, in parte anche in gesso e anidrite. Gli angoli della torre sono pietre angolari scolpite.
Nel 1756 il terreno della chiesa venne murato. Si accede alla torre dal lato ovest. L'interno della torre ha una volta in pietra di cava con croce ottagonale a graticcio e cappa. Le feritoie nella torre testimoniano l'uso difensivo nel Medioevo. A quel tempo la chiesa fortificata era circondata da mura alte un metro. Nel 1930 furono rimossi i resti delle mura.
Alla torre venne aggiunto l'edificio della chiesa a navata unica. Contiene una sala barocca con volta a botte e un presbiterio separato. L'accesso è dal lato sud.
Una nota nel presbiterio indica la conclusione dei lavori della chiesa il 23 giugno 1750. Erano già installate le gallerie, la platea, l'organo e l'altare del pulpito.
Una testimonianza di stile romanico è il fonte battesimale a base cilindrica. L'organo fu controllato nel 1853 dal mastro costruttore di organi Knauf di Bleicherode.
La parrocchia possiede quattro campane di bronzo molto antiche e pregevoli.
L'orologio elettrico della torre fu acquistato nel 1973, e batte ogni mezz'ora.
Nella primavera del 2004 il campanile e la tribuna dell'organo dovettero essere chiusi per problemi statici. La decisione logica è stata quella di salvare la chiesa dalla decadenza.